# جعفر أباد (خوي)
جعفر أباد هي قرية في مقاطعة خوي، إيران. يقدر عدد سكانها بـ 5 نسمة بحسب إحصاء 2016.